# Mario Reynaldo Cesco
Pour les articles homonymes, voir Cesco.
Mario Reynaldo Cesco Martin est un astronome argentin.

## Biographie
Il était le fils de Carlos Ulrrico Cesco et le neveu de Reynaldo Pedro Cesco,, l'un et l'autre astronomes.
Le Centre des planètes mineures le crédite de la découverte de six astéroïdes, effectuée entre 1974 et 1976.
| (7808) Bagould   | 5 avril 1976     |
| (8780) Forte     | 13 juin 1975     |
| (9515) Dubner    | 5 septembre 1975 |
| (11441) Anadiego | 31 décembre 1975 |
| (26792) 1975 LY  | 8 juin 1975      |
| (27656) 1974 OU1 | 26 juillet 1974  |